# 上里德
上里德是德国巴登-符腾堡州的一个市镇。总面积66.32平方公里，总人口2784人，其中男性1410人，女性1374人（2011年12月31日），人口密度42人/平方公里。